# Albschnecke

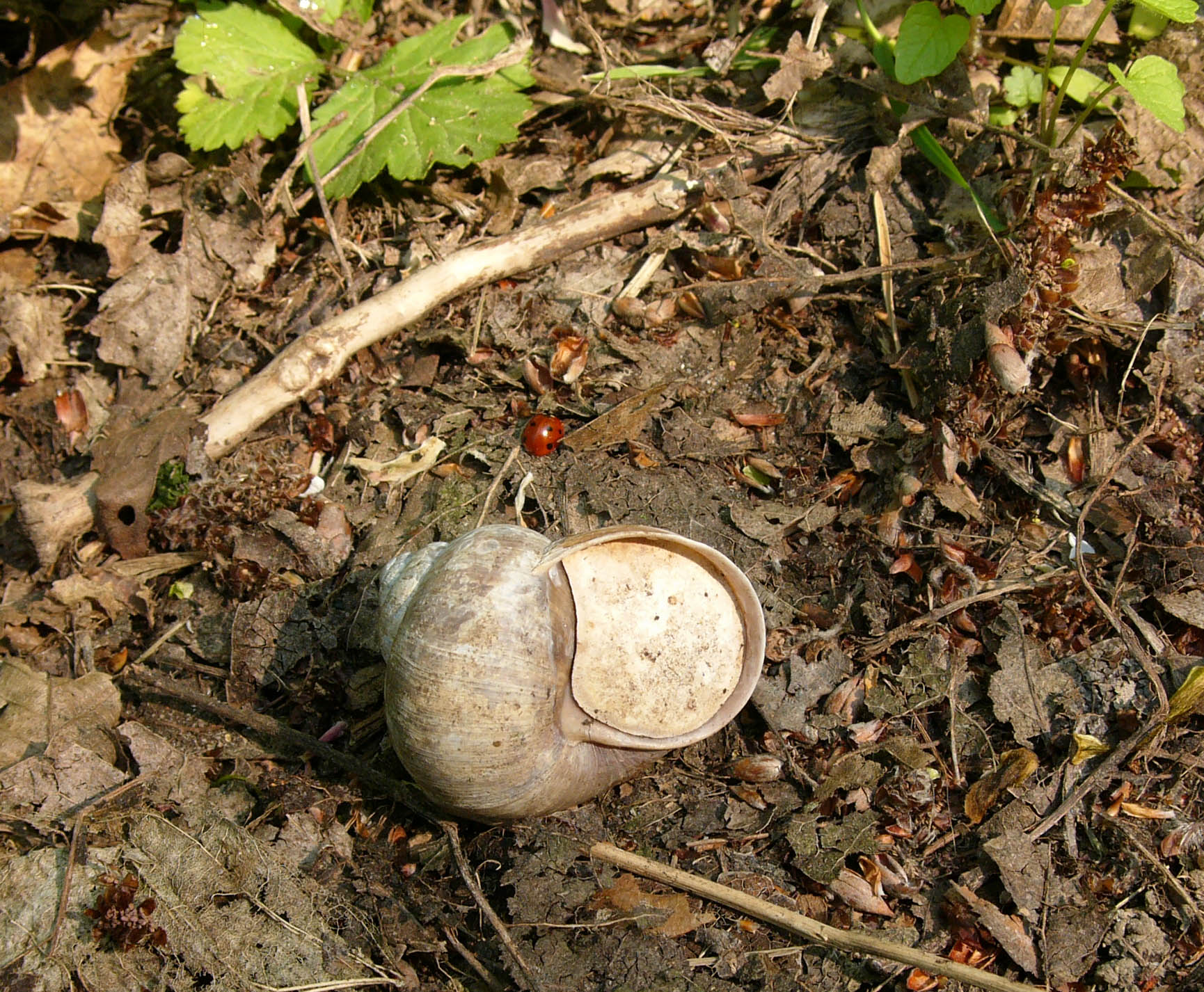
Deckelschnecke

Als Albschnecke werden Weinbergschnecken bezeichnet, die nach den Richtlinien der IG Albschneck auf der Schwäbischen Alb aufgezogen und zum Verzehr vermarktet werden.

## Geschichte
Die klimatischen Bedingungen der Schwäbischen Alb, einem kalkhaltigen Mittelgebirge, und die charakteristischen Nahrungspflanzen in dieser Gegend eignen sich dafür, Weinbergschnecken mit besonders gutem, nussigem Geschmack zu produzieren. Schnecken sind eiweiß- und mineralstoffreich, zugleich cholesterinfrei und waren in katholischen Regionen als Fastenspeise beliebt. Die aus der Natur gesammelten Schnecken wurden auf der Schwäbischen Alb in eigens eingerichteten Gehegen, den Schneckengärten gehalten, um sie zu mästen. Traditionell wurden sie dann als sogenannte Deckelschnecken geerntet: Vor der Winterruhe fressen sich Weinbergschnecken etwas Fettgewebe an und verschließen, nachdem Magen- und Darmtrakt entleert wurden, die Öffnung des Schneckenhauses mit einem Kalkdeckel.
Im 18. und 19. Jahrhundert galt insbesondere Weiler im Großen Lautertal als Hochburg des Schneckenhandels. Theodor Engel schrieb im Jahr 1900 in einem Reiseführer über die Schwäbische Alb: „Aus dem Reiche der Weichtiere sei angeführt, daß die bekannte Weinbergschnecke (Helix pomatia L.) auf der Alb in Exemplaren vorkommt, die an Größe und Dickschaligkeit alle andern im Land übertreffen. Auch wird das Tier noch immer da und dort in eigenen ‚Schneckengärten‘ gezüchtet, die uns überhaupt bis jetzt nur auf der Alb begegnet sind.“

## IG Albschneck
Angeregt von Slow Food, einer internationalen Organisation, die sich die Bewahrung traditioneller Lebensmittel und Produktionstechniken zum Ziel gesetzt hat, gründete sich 2004 die IG Albschneck, in der sich Erzeuger, Gastronomen und Tourismusfachleute zusammengeschlossen haben, um die traditionelle Produktion und Vermarktung von Weinbergschnecken auf der Schwäbischen Alb wiederzubeleben. Um unter dem Markenzeichen Albschneck vermarktet zu werden, müssen die Schnecken nach den Richtlinien der IG Albschneck aufgezogen worden sein: Sie müssen mindestens ein Jahr lang innerhalb des Naturraums Schwäbische Alb in extensiver Haltung aufgezogen und hauptsächlich mit Wildpflanzen gefüttert werden. Die Schnecken dürfen ausschließlich als sogenannte Deckelschnecken, also innerhalb ihrer Winterruhe, vermarktet werden.
Slow Food hat die Albschnecke im Februar 2005 in seine Arche des Geschmacks aufgenommen.